# 四新食苑
31°15′50″N 121°28′46″E / 31.2640°N 121.4795°E

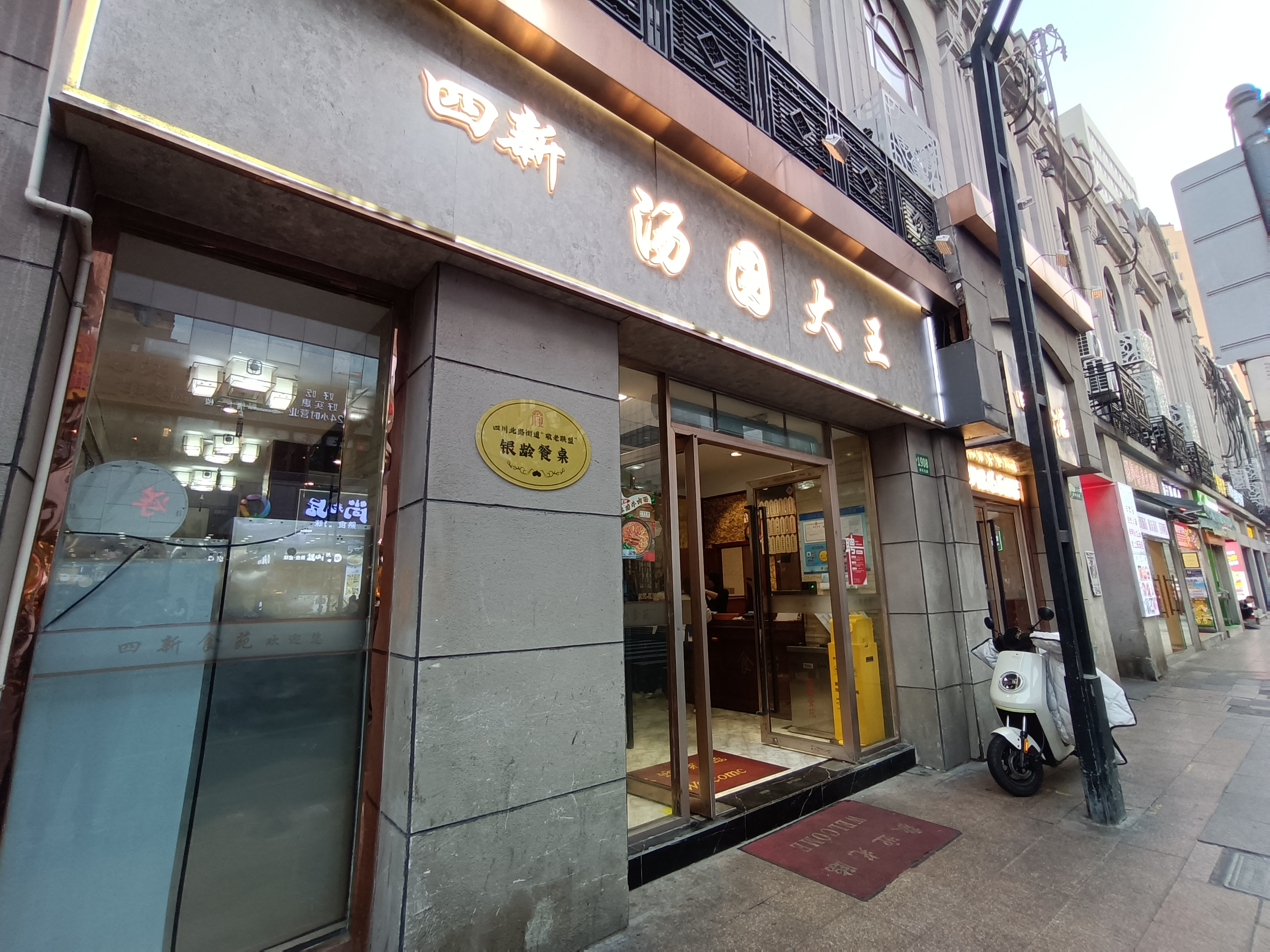
重新装修之后的门店

四新食苑是位于上海市虹口区四川北路的一家小吃店，前身为湖北人杨腊桂开设的新芳斋糕团店，1958年公私合营中更名为四多点心店，1994年改为现名。主要经营汤团、小馄饨、三黄鸡、卤菜及各类浇头面，其中汤团最为知名，号称“汤团大王”，故该店别称四新汤团店。1994年评为上海市名特小吃，1997年评为中华名小吃，2000年评为中国名点:名特商店。2020年疫情中受冲击严重，资金困难无法维持经营，经区内协调由虹口糕团食品厂协助出资恢复门店，重新装修后于当年7月10日恢复营业。2022年评为上海老字号。